# Fawdon
Fawdon är en stadsdel i Newcastle upon Tyne, i distriktet Newcastle upon Tyne, i grevskapet Tyne and Wear, i England. Stadsdelen hade 10 090 invånare år 2011. Fawdon var en civil parish 1866–1935 när blev den en del av Newcastle upon Tyne och Gosforth. Civil parish hade 1 003 invånare år 1931.